# Alberto González García (triatleta)
Alberto González García (Málaga, 15 de junio de 1998) es un deportista español que compite en triatlón.Es atleta del club Triatlón Inforhouse Santiago.
Desde muy joven, estuvo influenciado por su padre, Ignacio González, quien ha sido su entrenador durante toda su carrera deportiva. Comenzó practicando deportes como natación, atletismo y fútbol sala, pero fue el triatlón el que capturó su interés. Su primer éxito internacional llegó en 2013, cuando ganó la medalla de plata en el Campeonato Europeo Juvenil de Relevos.
En 2014, participó en los Juegos Olímpicos de la Juventud en Nanjing, donde consiguió un meritorio sexto puesto en la prueba individual.
Alberto ha destacado a nivel nacional, ganando múltiples títulos en diferentes categorías, incluidos los campeonatos juveniles, junior, sub-23 y élite. En 2019, se proclamó campeón en la Copa de Europa de Quarteira, consolidándose como uno de los mejores triatletas jóvenes de España.
En el ámbito internacional, debutó en las Series Mundiales de Triatlón en Hamburgo en 2022, donde fue el mejor español en la competencia, obteniendo el puesto 26.º. En ese mismo año, logró la medalla de plata en la Copa del Mundo de Miyazaki.
En 2024, compitió en los Juegos Olímpicos de París, donde consiguió un destacado octavo lugar en la prueba individual. A nivel de la Copa del Mundo de Triatlón, su victoria más importante ocurrió en marzo de 2024, en la etapa de Hong Kong.
En las Series Mundiales, González cerró la temporada 2024 con un 19.º puesto en la final celebrada en Torremolinos y alcanzó el 10.º lugar en la clasificación general del campeonato mundial.
En cuanto a competiciones nacionales, se coronó campeón en el Campeonato de España de Triatlón en 2020, así como en el Campeonato de España de Triatlón de Sprint en 2019 y 2022.
Además de su exitosa carrera deportiva, Alberto estudió Fisioterapia en la Universidad de Málaga, combinando sus estudios con los entrenamientos de alto nivel.